# ZA-125
La ZA-125 es una carretera autonómica perteneciente a la Red Complementaria Preferente de carreteras de la Junta de Castilla y León.
El inicio de esta carretera está en la localidad de Palacios de Sanabria, en la confluencia de la carretera con la N-525 y con la ZA-P-2662, y el final en el límite provincial de León. La longitud de esta carretera es aproximadamente de 33,5 km y transcurre por las comarcas de Sanabria y de La Carballeda.
Sus principales características son que consta de una sola calzada, con un carril para cada sentido de circulación y tiene un ancho de plataforma de 7 metros. Su limitación de velocidad es de 90 km/h, pero debido a las numerosas curvas, existen tramos limitados a una velocidad menor o con velocidad aconsejada. Además está presente la peligrosidad de los animales sueltos, debido a que las carretera atraviesa a lo largo de todo su recorrido monte o bosques.

## Nomenclatura[4]
Hasta 2002, la ZA-125 estaba integrada en la carretera   C-622 , la cual se fragmentó en varios tramos tras la transferencia de competencias a las autonomías: 
- CL-622 , que se corresponde con el tramo de León a La Bañeza.
- LE-125 , que se corresponde con el tramo de La Bañeza a L.P. de Zamora.
- ZA-125 , que se corresponde con el tramo de L.P. de León a Palacios de Sanabria.
- ZA-925 , que se corresponde con el tramo de Puebla de Sanabria al límite fronterizo con Portugal.

## Localidades de paso
- Anta de Rioconejos[5]
- Rioconejos[6]
- Espadañedo[7]
- Donado[8]
- Muelas de los Caballeros[9]
- Justel[10]

## Tramos

### Situación actual
| Tramo                             | PK Inicio | PK Final | Longitud | Sección actual |
| --------------------------------- | --------- | -------- | -------- | -------------- |
| Palacios de Sanabria - Espadañedo | 0,000     | 18,800   | 18,800   | 7/10           |
| Espadañedo - L.P. de León         | 18,800    | 33,500   | 14,700   | 7/10           |

### Actuaciones previstas en el Plan Regional Sectorial de Carreteras 2008-2020 de la Junta de Castilla y León[1]
| Tramo                                                    | PK Inicio | PK Final | Longitud | Actuación       | Sección final | Valoración Mill. € | Sección inicial | Estado de la Actuación |
| -------------------------------------------------------- | --------- | -------- | -------- | --------------- | ------------- | ------------------ | --------------- | ---------------------- |
| Palacios de Sanabria ( N-525 ) - L.P. de León ( LE-125 ) | 0,000     | 33,500   | 33,500   | Nueva carretera | 8/10          | 92,13              | 7/10            | En estudio informativo |

## Trazado
La carretera comienza en la localidad de Palacios de Sanabria, en el cruce de la N-525 que enlaza con esta carretera y con la ZA-P-2662, y continúa hacia el noreste. Al salir de la localidad, la carretera pasa por un tramo sinuoso hasta llegar al puente sobre el río Negro. Al pasar el puente, existe una curva muy peligrosa, debido a que durante la construcción, el presupuesto no permitió horadar la peña y creó una curva de 30 km/h velocidad recomendada. Tras esta, la carretera pasa por Anta de Rioconejos y tras ascender un pequeño teso, pasa por la población de Rioconejos. Al salir del poblado, la carretera cruza el río Sapo. Después pasa por las cercanías de otros pueblos como Carbajales de la Encomienda, Letrillas y Utrera de la Encomienda, en un tramo sinuoso, como prácticamente la totalidad del perfil de la carretera. Entonces, la carretera entra en Espadañedo y 3 kilómetros después llega a Donado. Dos kilómetros y medio después atraviesa Muelas de los Caballeros, donde la carretera atraviesa el río Fontirín. Finalmente, la ZA-125 atraviesa Justel y Quintanilla, y tras pasar el cruce que enlaza con Villalverde y Cubo de Benavente la carretera pasa a la provincia de León como LE-125.

## Cruces
| Palacios de Sanabria ( N-525 ) - L.P. de León ( LE-125 ) | Palacios de Sanabria ( N-525 ) - L.P. de León ( LE-125 ) | Palacios de Sanabria ( N-525 ) - L.P. de León ( LE-125 ) | Palacios de Sanabria ( N-525 ) - L.P. de León ( LE-125 ) | Palacios de Sanabria ( N-525 ) - L.P. de León ( LE-125 )         | Palacios de Sanabria ( N-525 ) - L.P. de León ( LE-125 )                    | Palacios de Sanabria ( N-525 ) - L.P. de León ( LE-125 ) | Palacios de Sanabria ( N-525 ) - L.P. de León ( LE-125 ) | Palacios de Sanabria ( N-525 ) - L.P. de León ( LE-125 ) |
| Esquema                                                  | PK                                                       | Sentido L.P. de León (creciente)                         | Sentido L.P. de León (creciente)                         | Sentido L.P. de León (creciente)                                 | Sentido Palacios de Sanabria (decreciente)                                  | Sentido Palacios de Sanabria (decreciente)               | Sentido Palacios de Sanabria (decreciente)               | Notas                                                    |
| Esquema                                                  | PK                                                       | Velocidad                                                | Elemento                                                 | Salida                                                           | Salida                                                                      | Elemento                                                 | Velocidad                                                | Notas                                                    |
| -------------------------------------------------------- | -------------------------------------------------------- | -------------------------------------------------------- | -------------------------------------------------------- | ---------------------------------------------------------------- | --------------------------------------------------------------------------- | -------------------------------------------------------- | -------------------------------------------------------- | -------------------------------------------------------- |
|                                                          | 0,000                                                    |                                                          |                                                          | ZA-125 Muelas de los Caballeros - La Bañeza                      | ZA-P-2662 Rosinos de la Requejada N-525 Puebla de Sanabria - A-52 Benavente |                                                          |                                                          |                                                          |
|                                                          | 0,200                                                    |                                                          |                                                          | PALACIOS DE SANABRIA                                             | PALACIOS DE SANABRIA                                                        |                                                          |                                                          |                                                          |
|                                                          | 0,450                                                    |                                                          |                                                          | COMIENZO TRAMO ANIMALES SUELTOS                                  | FIN TRAMO ANIMALES SUELTOS                                                  |                                                          |                                                          |                                                          |
|                                                          | 1,700                                                    |                                                          |                                                          | ZA-L-2681 Villar de los Pisones Asturianos                       | ZA-L-2681 Villar de los Pisones Asturianos                                  |                                                          |                                                          |                                                          |
|                                                          | 3,800                                                    |                                                          |                                                          | FIN TRAMO ANIMALES SUELTOS                                       | COMIENZO TRAMO ANIMALES SUELTOS                                             |                                                          |                                                          |                                                          |
|                                                          | 4,150                                                    |                                                          |                                                          | Río Negro                                                        | Río Negro                                                                   |                                                          |                                                          |                                                          |
|                                                          | 4,200                                                    |                                                          |                                                          | CURVA PELIGROSA                                                  | CURVA PELIGROSA                                                             |                                                          |                                                          |                                                          |
|                                                          | 4,600                                                    |                                                          |                                                          | Anta de Rioconejos                                               | Anta de Rioconejos                                                          |                                                          |                                                          |                                                          |
|                                                          | 5,800                                                    |                                                          |                                                          | RIOCONEJOS                                                       | RIOCONEJOS                                                                  |                                                          |                                                          |                                                          |
|                                                          | 6,200                                                    |                                                          |                                                          | RIOCONEJOS                                                       | RIOCONEJOS                                                                  |                                                          |                                                          |                                                          |
|                                                          | 6,350                                                    |                                                          |                                                          | Río Sapo                                                         | Río Sapo                                                                    |                                                          |                                                          |                                                          |
|                                                          | 6,400                                                    |                                                          |                                                          | CURVA PELIGROSA                                                  | CURVA PELIGROSA                                                             |                                                          |                                                          |                                                          |
|                                                          | 7,000                                                    |                                                          |                                                          | CURVA PELIGROSA                                                  | CURVA PELIGROSA                                                             |                                                          |                                                          |                                                          |
|                                                          | 10,300                                                   |                                                          |                                                          | ZA-P-2659 Lanseros - Mombuey                                     | ZA-P-2659 Lanseros - Mombuey                                                |                                                          |                                                          |                                                          |
|                                                          | 11,000                                                   |                                                          |                                                          | CURVA PELIGROSA                                                  | CURVA PELIGROSA                                                             |                                                          |                                                          |                                                          |
|                                                          | 11,050                                                   |                                                          |                                                          | Carbajales de la Encomienda                                      | Carbajales de la Encomienda                                                 |                                                          |                                                          |                                                          |
|                                                          | 12,300                                                   |                                                          |                                                          | Letrillas                                                        | Letrillas                                                                   |                                                          |                                                          |                                                          |
|                                                          | 12,950                                                   |                                                          |                                                          | Utrera de la Encomienda                                          | Utrera de la Encomienda                                                     |                                                          |                                                          |                                                          |
|                                                          | 14,400                                                   |                                                          |                                                          | CURVA PELIGROSA                                                  | CURVA PELIGROSA                                                             |                                                          |                                                          |                                                          |
|                                                          | 14,500                                                   |                                                          |                                                          | ESPADAÑEDO                                                       | ESPADAÑEDO                                                                  |                                                          |                                                          |                                                          |
|                                                          | 14,800                                                   |                                                          |                                                          | ZA-L-2678 Faramontanos de la Sierra                              | ZA-L-2678 Faramontanos de la Sierra                                         |                                                          |                                                          |                                                          |
|                                                          | 14,900                                                   |                                                          |                                                          | ESPADAÑEDO                                                       | ESPADAÑEDO                                                                  |                                                          |                                                          |                                                          |
|                                                          | 15,800                                                   |                                                          |                                                          | COMIENZO TRAMO CURVAS PELIGROSAS                                 | FIN TRAMO CURVAS PELIGROSAS                                                 |                                                          |                                                          |                                                          |
|                                                          | 16,100                                                   |                                                          |                                                          | CURVA PELIGROSA                                                  | CURVA PELIGROSA                                                             |                                                          |                                                          |                                                          |
|                                                          | 16,350                                                   |                                                          |                                                          | FIN TRAMO CURVAS PELIGROSAS                                      | COMIENZO TRAMO CURVAS PELIGROSAS                                            |                                                          |                                                          |                                                          |
|                                                          | 16,500                                                   |                                                          |                                                          | ZA-L-2677 Gramedo                                                | ZA-L-2677 Gramedo                                                           |                                                          |                                                          |                                                          |
|                                                          | 18,150                                                   |                                                          |                                                          | DONADO                                                           | DONADO                                                                      |                                                          |                                                          |                                                          |
|                                                          | 18,250                                                   |                                                          |                                                          | ZA-P-2658 Donadillo - Otero de Centenos Mombuey                  | ZA-P-2658 Donadillo - Otero de Centenos Mombuey                             |                                                          |                                                          |                                                          |
|                                                          | 18,450                                                   |                                                          |                                                          | Arroyo del Abranal                                               | Arroyo del Abranal                                                          |                                                          |                                                          |                                                          |
|                                                          | 18,500                                                   |                                                          |                                                          | DONADO                                                           | DONADO                                                                      |                                                          |                                                          |                                                          |
|                                                          | 20,400                                                   |                                                          |                                                          | MUELAS DE LOS CABALLEROS                                         | MUELAS DE LOS CABALLEROS                                                    |                                                          |                                                          |                                                          |
|                                                          | 21,200                                                   |                                                          |                                                          | MUELAS DE LOS CABALLEROS                                         | MUELAS DE LOS CABALLEROS                                                    |                                                          |                                                          |                                                          |
|                                                          | 21,500                                                   |                                                          |                                                          | COMIENZO TRAMO CURVAS PELIGROSAS                                 | FIN TRAMO CURVAS PELIGROSAS                                                 |                                                          |                                                          |                                                          |
|                                                          | 21,800                                                   |                                                          |                                                          | CURVA PELIGROSA                                                  | CURVA PELIGROSA                                                             |                                                          |                                                          |                                                          |
|                                                          | 22,150                                                   |                                                          |                                                          | CURVA PELIGROSA                                                  | CURVA PELIGROSA                                                             |                                                          |                                                          |                                                          |
|                                                          | 22,750                                                   |                                                          |                                                          | Río de Fontirín                                                  | Río de Fontirín                                                             |                                                          |                                                          |                                                          |
|                                                          | 22,800                                                   |                                                          |                                                          | ZA-L-2676 Vega del Castillo                                      | ZA-L-2676 Vega del Castillo                                                 |                                                          |                                                          |                                                          |
|                                                          | 23,950                                                   |                                                          |                                                          | CURVA PELIGROSA                                                  | CURVA PELIGROSA                                                             |                                                          |                                                          |                                                          |
|                                                          | 24,150                                                   |                                                          |                                                          | FIN TRAMO CURVAS PELIGROSAS                                      | COMIENZO TRAMO CURVAS PELIGROSAS                                            |                                                          |                                                          |                                                          |
|                                                          | 24,250                                                   |                                                          |                                                          | ZA-P-2657 Peque                                                  | ZA-P-2657 Peque                                                             |                                                          |                                                          |                                                          |
|                                                          | 27,200                                                   |                                                          |                                                          | JUSTEL                                                           | JUSTEL                                                                      |                                                          |                                                          |                                                          |
|                                                          | 27,250                                                   |                                                          |                                                          | Justel                                                           |                                                                             |                                                          |                                                          |                                                          |
|                                                          | 27,450                                                   |                                                          |                                                          |                                                                  | Justel                                                                      |                                                          |                                                          |                                                          |
|                                                          | 27,500                                                   |                                                          |                                                          | JUSTEL                                                           | JUSTEL                                                                      |                                                          |                                                          |                                                          |
|                                                          | 28,700                                                   |                                                          |                                                          | COMIENZO TRAMO CURVAS PELIGROSAS                                 | FIN TRAMO CURVAS PELIGROSAS                                                 |                                                          |                                                          |                                                          |
|                                                          | 28,750                                                   |                                                          |                                                          | Quintanilla                                                      | Quintanilla                                                                 |                                                          |                                                          |                                                          |
|                                                          | 29,100                                                   |                                                          |                                                          | CURVA PELIGROSA                                                  | CURVA PELIGROSA                                                             |                                                          |                                                          |                                                          |
|                                                          | 29,150                                                   |                                                          |                                                          | Arroyo de Valtorno                                               | Arroyo de Valtorno                                                          |                                                          |                                                          |                                                          |
|                                                          | 29,300                                                   |                                                          |                                                          | FIN TRAMO CURVAS PELIGROSAS                                      | COMIENZO TRAMO CURVAS PELIGROSAS                                            |                                                          |                                                          |                                                          |
|                                                          | 29,350                                                   |                                                          |                                                          | Quintanilla                                                      | Quintanilla                                                                 |                                                          |                                                          |                                                          |
|                                                          | 30,300                                                   |                                                          |                                                          | COMIENZO TRAMO CURVAS PELIGROSAS                                 | FIN TRAMO CURVAS PELIGROSAS                                                 |                                                          |                                                          |                                                          |
|                                                          | 31,100                                                   |                                                          |                                                          | FIN TRAMO CURVAS PELIGROSAS                                      | COMIENZO TRAMO CURVAS PELIGROSAS                                            |                                                          |                                                          |                                                          |
|                                                          | 33,200                                                   |                                                          |                                                          | ZA-V-2532 Villalverde - Cubo de Benavente                        | ZA-V-2532 Villalverde - Cubo de Benavente                                   |                                                          |                                                          |                                                          |
|                                                          | 33,500                                                   |                                                          |                                                          | CURVA PELIGROSA                                                  | CURVA PELIGROSA                                                             |                                                          |                                                          |                                                          |
|                                                          | 33,650                                                   |                                                          |                                                          | Provincia de León                                                | Provincia de Zamora                                                         |                                                          |                                                          |                                                          |
|                                                          | 33,650                                                   |                                                          |                                                          | Fin de la ZA-125 Continúa por: LE-125 Castrocontrigo - La Bañeza | Comienzo de la ZA-125                                                       |                                                          |                                                          |                                                          |